# Vlag van Antriol
De vlag van Antriol werd in 17 april 2022 door het Nederlandse dorp Antriol in gebruik genomen. De vlag werd ontworpen door Rolando Marin.
In oktober 2021 kregen 18 inzenders de mogelijkheid om 22 ontwerpen te kiezen. De vlagcommissie slaagde erin het winnende ontwerp verborgen te houden tot 17 april 2022, de datum waarop de vlag voor het eerst werd gehesen. Het winnende ontwerp is ontworpen door Rolando Marin en vertoont een duidelijke relatie met de vlag van Bonaire.

## Symboliek
De vlag heeft een witte kleur, met een zwarte kompasring en een rode ster in het midden, die zijn afgeleid van de vlag van Bonaire. Vijf kleine rode sterren zijn rondom de kompasring geplaatst. De zes sterren vertegenwoordigen de vijf oorspronkelijke dorpen, die nu deel uitmaken van de wijk van Kralendijk, waaronder Rincon. De kompasring in het centrum staat voor Antriol, dat geografisch gezien ook in het midden ligt.